# Forcipomyia clastrieri
Forcipomyia clastrieri är en tvåvingeart som beskrevs av Paul Dessart 1963. Forcipomyia clastrieri ingår i släktet Forcipomyia och familjen svidknott. Inga underarter finns listade i Catalogue of Life.